# Bassin de l'Ob
Le bassin de l'Ob est le bassin versant du fleuve Ob, en Asie.

## Caractéristiques
Le bassin de l'Ob est, par ordre d'importance, le cinquième bassin fluvial au monde, après ceux de l'Amazone, du Congo, du Nil et du Mississippi. Il couvre une superficie de 2 972 497 km2, principalement dans la plaine de Sibérie occidentale, mais possède une zone de steppe de 521 000 km2 si peu arrosée qu'elle ne donne lieu à aucun écoulement superficiel et ne renforce pas le débit du fleuve. Il s'étend sur les pays suivants :
- Russie (73,77 % de la superficie)
- Kazakhstan (24,71 %)
- Chine (1,51 %)
- Mongolie (0,01 %)

Le sous-bassin de l'Irtych, principal affluent de l'Ob, couvre à lui seul 1 673 470 km2, soit plus de la moitié du bassin.
Le bassin de l'Ob comprend plusieurs lacs, comme ceux de Novossibirsk ou de Zaïssan. L'Ob se déverse dans l'océan Arctique par l'intermédiaire du golfe de l'Ob, un bras de la mer de Kara d'environ 1 000 km de long (et dans lequel se déversent d'autres fleuves, comme la Taz ou la Pour). Le bassin de l'Ob est le plus important des trois grands grands bassins de Sibérie se déversant dans l'océan Arctique, avant ceux de l'Ienisseï et de la Léna.

## Affluents
Le bassin de l'Ob comprend — entre autres — les cours d'eau suivants, en partant de l'embouchure du fleuve :
- Ob :
  - Polouï
  - Chtchoutchia
  - Synia
  - Sosva du Nord
    - Liapine

  - Kazym
  - Irtych :
    - Konda
    - Demianka
    - Tobol :
      - Tavda :
        - Pelym
        - Lozva
        - Sosva

      - Toura :
        - Salda (Toura)
        - Taguil : 
          - Salda (Taguil)

        - Nitsa
        - Pychma

      - Isset :
        - Miass

      - Ouï :
        - Ouvelka
        - Togouzak

      - Aïat
        - Kamistiaïat
        - Kartaly-Aïat

    - Ichim
    - Tara
    - Om
    - Boukhtarma

  - Nazym
  - Liamine
  - Bolchoï Salym
  - Pim
  - Grande Iougan
  - Tromégan :
    - Agan

  - Vakh
  - Tym
  - Vassiougan
  - Ket :
    - Païdouguina
    - Lissitsa
    - Orlovka

  - Parabel :
    - Tchouzik
    - Kenga

  - Tchaïa :
    - Iksa
    - Baktchar
    - Parbig

  - Tchoulym :
    - Kiia :
      - Tchet

    - Iaïa

  - Chegarka
  - Tom
  - Inia
  - Berd
  - Tchoumych
  - Aleï
  - Tcharych
  - Anouï
  - Pestchanaïa
  - Biia :
    - Lebed
    - Tchoulychman :
      - Bachkaous

  - Katoun :
    - Icha
    - Tchouïa
    - Argout
    - Koksa